# Artatama II.
Artatama II. (sanskrt: Ṛta-dhaman, njegovo bivališče je Ṛta) je bil uzurpator prestola kralje Tušratte Mitanskega v 14. stoletju pr. n. št. Artatama je morda bil Tušrattov brat ali pripadnik rivalske struje v vladarski hiši. Hetitski kralj Šupiluliuma I. je po svojem napadu na Mitani z njim sklenil mirovni sporazum. Nasledil ga je sin Šuttarna III.
| Artatama II. uzurpatorRojen: ni znano Umrl: ni znano |                                                           |                          |
| Vladarski nazivi                                     |                                                           |                          |
| Predhodnik: Tušratta                                 | Kralj Mitanskega kraljestva pozno 14. stoletje pr. n. št. | Naslednik: Šuttarna III. |